# Hans Ernst von Jagemann

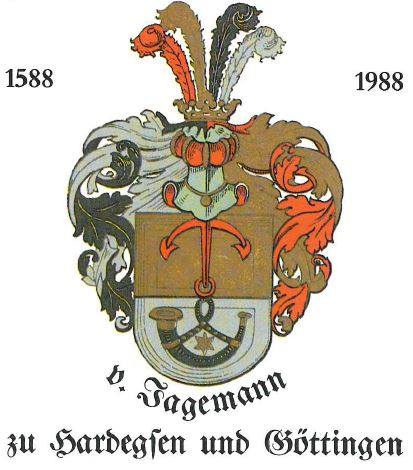
Jagemannsche Wappen mit Anker und Jagdhorn

Hans Ernst von Jagemann (* 18. Februar 1584 in Helmstedt?; † 1647 in Hainspitz) war ein deutscher Hofbeamter und Offizier.

## Leben

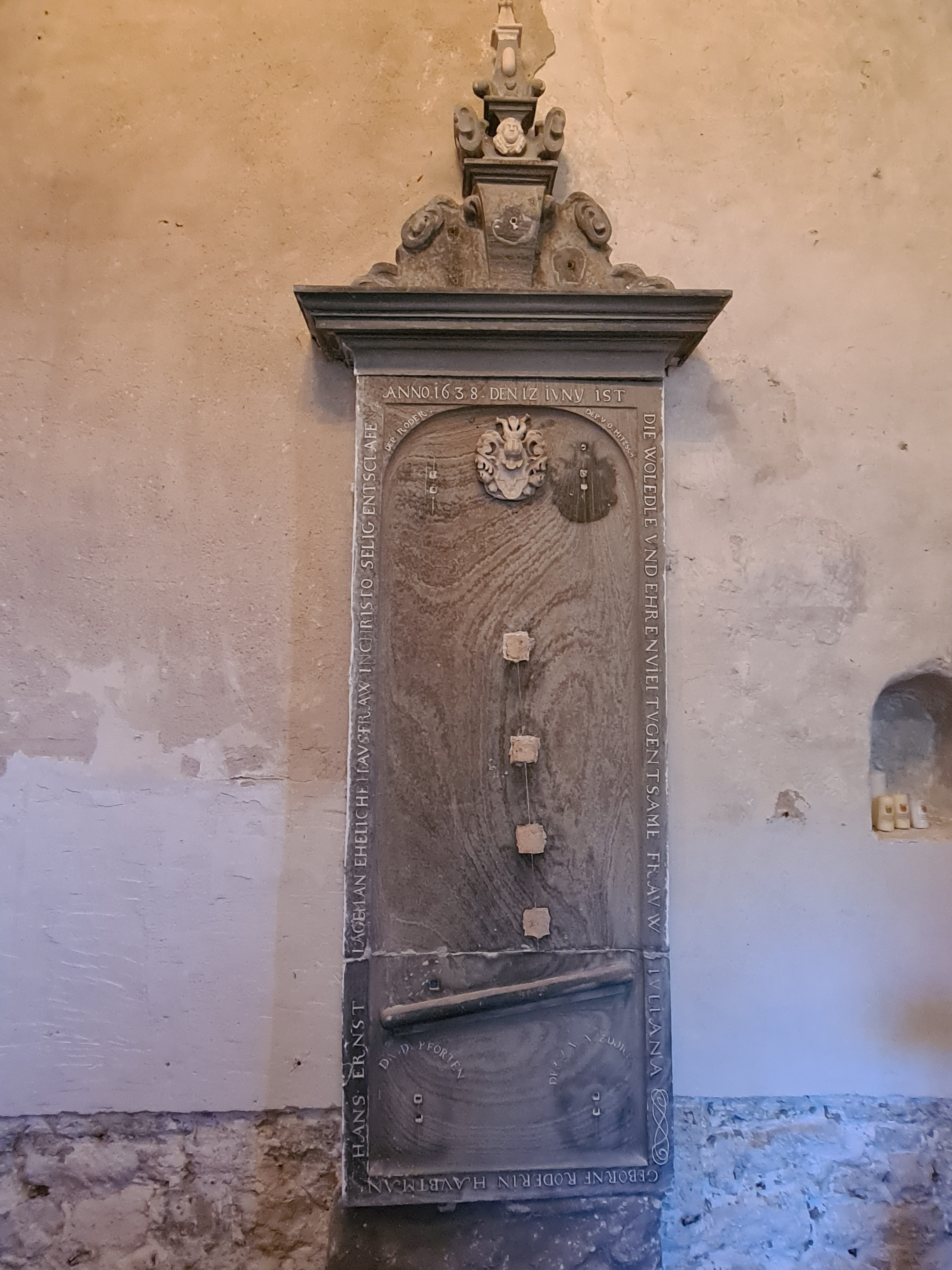
Alabaster-Grabmal seiner zweiten Frau Juliana von Jagemann † 12. Juni 1638 in Kirche Wernrode

Jagemann war der Sohn des braunschweigischen Kanzlers Johann von Jagemann und dessen Ehefrau Julia Steckel. Nach seiner ersten Schulbildung durch Hauslehrer konnte sich Jagemann am 3. März 1592 an der Universität Helmstedt immatrikulieren. Am 24. Februar 1606 begann er dann auch dort zu studieren.
Jagemann wirkte lange Zeit als Hofjunker und Militär am Hof in Braunschweig. Vor 1614 heiratete er Margarethe von Enzedorf. Als diese starb, verehelichte er sich nach dem obligaten Trauerjahr mit Juliana von Röder (* 1584). Diese starb am 12. Juni 1638 in Wernrode. Eine dritte Ehe ging er mit Elisabeth von Bünau ein.
1632 nahm Fürst Ludwig I. von Anhalt-Köthen Jagemann in die Fruchtbringende Gesellschaft auf. Der Fürst verlieh ihm den Gesellschaftsnamen der Bunte und das Motto lindert. Als Emblem wurde Jagemann Papageyfedern (Amaranthus tricolor L.) zugedacht. Im Köthener Gesellschaftsbuch findet sich Jagemanns Eintrag unter der Nr. 217. Dort ist auch das Reimgesetz verzeichnet, das er anlässlich seiner Aufnahme verfasst hatte:
Es heist ein bundtes kraut die Pappageyen Federn,
Weil es ahn farben gleicht, Roth, gelb, vnd grünen ledern,
Die so gesprenget seind, den Pappageyen gleich
Die man im Osten find von diesen Farben reich
Der Bunt heiß ich darumb vnd dieses kraut das lindert
Das grimmen in dem Leib, vnd im gedärme hindert
Des Zehen schleimes sucht, lieb hofnung vnd gedult
Die rechten farben seind, drin scheinet Gottes hult.
Im Alter von 63 Jahren starb Hans Ernst von Jagemann 1647 in Hainspitz bei Eisenberg, Thüringen.